# Anacamptodes cypressaria
Anacamptodes cypressaria är en fjärilsart som beskrevs av Grossbeck 1917. Anacamptodes cypressaria ingår i släktet Anacamptodes och familjen mätare. Inga underarter finns listade i Catalogue of Life.